# Iaidō
El iaidō, en japonés: 居合道 es un arte marcial japonés relacionado con el desenvainado y el envainado de la katana. Era practicado por los samuráis, especialmente en el periodo Edo. Estas técnicas surgen principalmente para poder atacar o defenderse a la vez que se desenvainaba, comenzando por tanto el enfrentamiento con el arma aún en la saya (vaina) y desenvainando con la velocidad apropiada para atacar o contraatacar al oponente sin darle tiempo a reaccionar. La principal idea del iaidō es ser capaz de reaccionar correctamente ante cualquier situación inesperada.
Estas técnicas de desenvainado surgieron entre los siglos XV y XVI, y existieron una gran cantidad de tradiciones marciales o "ryū" (escuelas) que las incluían dentro de sus enseñanzas. Cada una de estas escuelas enseñaba técnicas, estrategias y conceptos diferentes, y tenían formas de enseñanza y entrenamiento distintas. Hoy en día se utiliza el término koryū para referirse a esas escuelas antiguas, e incluso existieron algunas de ellas dedicadas exclusivamente a enseñar técnicas de desenvainado.
Algunas de estas escuelas han llegado hasta nuestros días y continúan practicándose. También se han creado programas modernos que reúnen formas de iai adaptadas de algunas de esas escuelas tradicionales, como el caso del ZNKR Iaidō (o seitei iai), o el ZNIR Tōhō iaidō. Para diferenciarlas de las formas antiguas, no se utiliza el término "escuela" para referirse a estas formas modernas de trabajo. Es habitual que los principiantes comiencen practicando formas de trabajo modernas, para más adelante profundizar practicando además una koryū o escuela, aunque esto no tiene por qué ser siempre así.
Se suele entender que las formas modernas están más orientadas al desarrollo personal, emocional, técnico y físico del practicante que a la efectividad en combate, mientras que las escuelas clásicas se destacaban por el realismo y la efectividad. No obstante, esto es una simplificación, ya que las diferencias no son siempre tan claras y esto no tiene por qué cumplirse en todos los casos.

## Historia

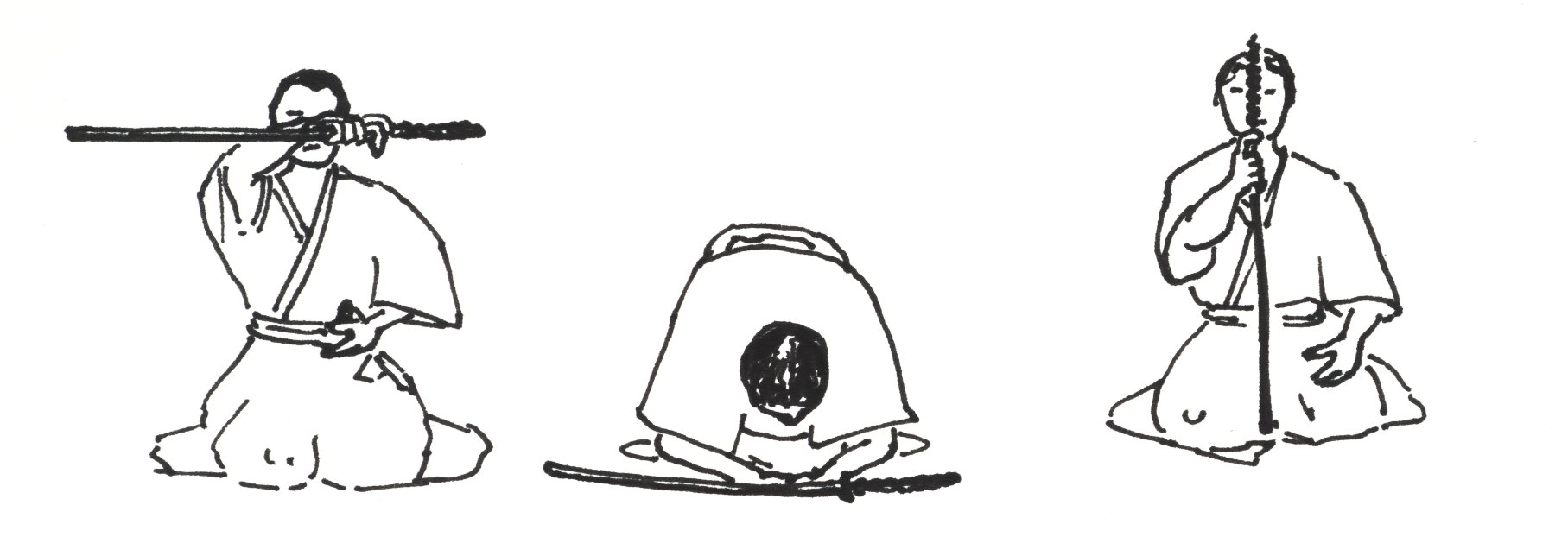
Respeto debido a la espada (tōrei) antes y después de la práctica.

Antes de la aparición del iai, el manejo del sable enseñado dentro de las escuelas clásicas o koryū consistía exclusivamente en la esgrima o  kenjutsu. Las escuelas no comenzaron a incluir técnicas de desenvainado en sus enseñanzas hasta el siglo XV, y estas alcanzaron su máxima popularidad durante el periodo Edo.
La escuela más antigua que se conserva que incluye técnicas de desenvainado en sus enseñanzas es Tenshin Shōden Katori Shintō-ryū (天真正伝香取神道流?), la cual data del siglo XV. Sin embargo, el uso de estas técnicas no se popularizó hasta que Hayashizaki Jinsuke Minamoto no Shigenobu (林崎甚助重信?) (1546–1621) fundó la escuela Hayashizaki-ryū especializada en estas técnicas. A partir de ese momento comenzaron a surgir gran cantidad de escuelas que incluían este tipo de técnicas o se especializaban exclusivamente en ellas, muchas de las cuales tuvieron su origen en las enseñanzas de Hayashizaki. Fueron precisamente estas técnicas las que popularizaron la forma de llevar la katana con el filo hacia arriba, lo cual facilitaba el desenvainado.
De esta forma, el iaijutsu se difundió y utilizó hasta la llegada de la era Meiji, concretamente hasta la aparición del decreto Haitorei en el año 1876 que prohibía portar espadas en público. Este hecho se suele tomar como el punto de referencia para considerar a las artes marciales como escuelas antiguas (koryū) si son anteriores a esta época, o artes marciales modernas (gendai budo) si son posteriores.
A pesar de la prohibición y por tanto la imposibilidad de aplicar estas técnicas de forma directa en la vida real, muchas koryūs continuaron practicándose, preservando estas tradiciones, y pasaron de ser practicadas exclusivamente por samuráis, a ir abriéndose gradualmente al público general.
Finalmente, en el año 1952 se funda la Federación Japonesa de Kendo (Zen Nihon Kendō Renmei, ZNKR), y dentro de la misma se crea un comité con maestros de distintas escuelas de iai para crear un programa con katas de iaidō inspirados en estas escuelas, para enseñar los conceptos básicos del iaidō de forma estándar, con la intención de promocionar el iaidō y facilitar su enseñanza y difusión, especialmente entre los practicantes de kendo. Este método tuvo un gran éxito incluso entre los practicantes que se dedicaban exclusivamente al iai.
También existe la Federación Japonesa de Iaidō (Zen Nihon Iaidō Renmei, ZNIR), una organización distinta independiente a la ZNKR, en la que también se creó otro programa de kata estándar conocido como Tōhō iaidō.

## Terminología

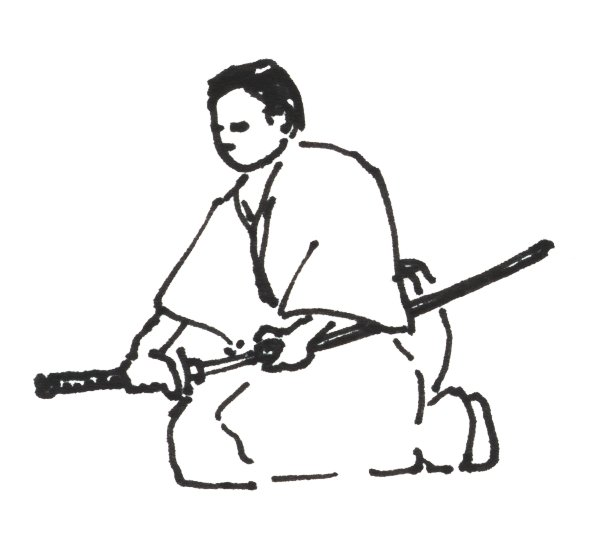
Practicante desenvainando.

La primera letra «i» tiene como traducción de su ideograma el significado de espíritu, ser, voluntad y también intención, por tanto, descomponiendo el término iaidō encontramos su significado filosófico como “el camino de la armonía del ser o el camino de la unión del espíritu” («i» es espíritu, «ai» unir o armonía, y el sufijo «dō» camino o vía).
A lo largo de la historia los términos utilizados para referirse a las técnicas de desenvainado han ido cambiando, y también es habitual que además las diferentes escuelas tradicionales utilicen términos ligeramente distintos para referirse a ellas. Por tanto es posible que la cantidad de nombres existentes desorienten a quien no está familiarizado con ellos. En general todos estos términos se refieren al mismo tipo de técnicas, pero también es cierto que el significado de cada uno de ellos puede tener diferentes connotaciones y matices.
Hacia el siglo XV, a este tipo de técnicas se las conocía con diversos nombres como battō (抜刀?), battōjutsu (抜刀術?), o saya no uchi entre otros. 
Más adelante, hacia el siglo XVII surgió el término 'iai' (居合?), extraído a partir de la frase japonesa Tsune ni ite, kyu ni awasu cuya posible traducción sería: Hagamos lo que hagamos y estemos donde estemos, debemos estar preparados para reaccionar ante lo inesperado. A partir de ese momento algunas escuelas comienzan a utilizar términos como iaijutsu (居合術?), iai heiho, iai kenpo y otros derivados.
Finalmente, iaidō es un término moderno que fue creado por Nakayama Hakudo a principios del siglo XX, y hoy en día suele ser el término más utilizado cuando se quiere hablar de forma genérica de estas disciplinas. No obstante, siendo más específicos, iaidō es el término que se usa habitualmente para referirse a las formas de entrenamiento modernas, más centradas en el desarrollo personal del practicante, mientras que los términos como iaijutsu y demás derivados se usan para hablar de las formas más antiguas practicadas en las escuelas, más orientadas a la efectividad en el combate.
No debe confundirse el iaidō con las diferentes escuelas (ryū) clásicas de esgrima con sable o kenjutsu (剣術) o el arte marcial moderno del kendō (剣道):
- El kenjutsu es una disciplina enseñada en varias escuelas clásicas o koryū que enseña a combatir de manera eficiente con el sable japonés, pero el practicante ya tiene el sable desenvainado a la hora de enfrentarse. Ambas disciplinas están relacionadas y muchas escuelas enseñan ambas dentro de sus enseñanzas, pero se suele entender que son cosas distintas.

- El kendō es una disciplina moderna que deriva del kenjutsu de ciertas escuelas clásicas koryū como la Itto Ryu kenjutsu. En el kendō se utiliza una armadura o (bōgu) y un sable de bambú o (shinai) para realizar combates con reglas (shiai), y un sable de madera o bokken para la realización de kata en pareja. En la actualidad, varios practicantes asimismo se entrenan en iaidō como complemento a su práctica.

## Práctica y entrenamiento
El iaidō se entrena habitualmente utilizando un iaitō, un arma especialmente pensada para esta práctica, de tamaño, proporciones y peso lo más similares posibles a la katana, pero fabricada con aleaciones de metal más baratas que el acero y normalmente sin afilar. Es habitual que los principiantes comiencen utilizando un bokken (sable de madera), por motivos tanto de seguridad como económicos. Los grandes maestros y aquellos que alcanzan altos grados usan habitualmente katana auténticas (shinken).
La principal forma de entrenar iaidō es mediante la realización de kata de forma individual. En estos kata se realizan movimientos preestablecidos que representan reacciones ante adversarios imaginarios. El practicante ha de ser capaz de visualizar estos escenarios que se plantean en los kata y reaccionar de forma acorde a ellos. Además del trabajo individual, dependiendo de la escuela que se practique también pueden existir kata para realizar en parejas, así como otros tipos de práctica con compañeros.
Los kata de iaidō constan de cuatro fases, pero que toman formas distintas según la situación:
- Nukitsuke: Desenvainado rápido; retirar el sable de su vaina (saya), llevando ésta hacia atrás (saya biki). Es una parte importante, se dice que es la vida del iaidō.
- Kiritsuke: Corte al oponente.
- Chiburi: Escurrimiento de la sangre que queda en la hoja.
- Nōtō: Volver el sable a la vaina.

Se pone énfasis en la fluidez con la que deben darse estas cuatro fases. También son importantes aspectos como la precisión, el equilibrio, la amplitud de los movimientos o la atención, entre otras muchas cosas. El iaidō trata de preparar al practicante para poder desempeñar estas acciones en cualquier momento y situación: de pie, sentado, caminando, hacia diferentes direcciones, contra varios adversarios, estando preparado para el combate, siendo sorprendido, etc.

## Formas de práctica
Iaidō es un término bastante genérico que se refiere a las técnicas de desenvainado, pero dentro de esta disciplinas existen gran cantidad de formas de practicar. La forma más sencilla de clasificarlas es dividirla entre las formas de entrenamiento modernas, y las escuelas antiguas.

### Formas modernas
Se han creado formas modernas de iaidō, con kata inspirados en los existentes en las koryū, y elaborados con el asesoramiento de maestros de las mismas. Los principales objetivos de estas formas son la facilitación de la enseñanza, difusión y popularización del iaidō mediante un programa común y estándar para todos los practicantes que puedan compaginar con la práctica de una koryū.
Es importante destacar que el estas formas modernas no son consideradas como escuelas, y que generalmente sus practicantes intentan evitar utilizar el término "escuela" a la hora de referirse a estas formas de trabajo, con la intención de que la diferencia entre el iaidō moderno y las escuelas tradicionales (koryū) quede clara y se entienda.
Dentro de estas formas modernas, a la hora de valorar el grado de conocimiento de los alumnos se usan los sistemas modernos de grados Dan, a diferencia de las koryū que por lo general, aunque no siempre, siguen sistemas Menkyo.

#### ZNKR iaidō
El ZNKR Iaidō, también conocido popularmente como Seitei iai (iaidō estándar), o anteriormente como Seitei gata (formas estándar), es la forma de trabajo de la Federación Japonesa de Kendō (Zen Nihon Kendō Renmei o ZNKR). Consta de doce katas estandarizados para la enseñanza, promoción y difusión del iaidō, inspirados sobre todo en las escuelas Musō Shinden-ryū, Musō Jikiden Eishin-ryū y Hoki-ryū. El ZNKR Iaidō es utilizado dentro de la ZNKR como estándar para la realización de exámenes y competiciones. A partir del examen de 4.º Dan en adelante, además de katas propios de este sistema, el practicante debe también realizar katas de la escuela que practique.

#### Tōhō iaidō
La Federación Japonesa de Iaidō (ZNIR, Zen Nihon Iaidō Renmei, una organización distinta e independiente de la Federación Japonesa de Kendō) tiene su propio programa de iaidō estándar llamado Tōhō iaidō, que consta de 5 katas, cada uno adaptado de una koryū diferente, concretamente de Musō Jikiden Eishin-ryū, Mugai-ryū, Shindō Munen-ryū, Suiō-ryū y Hoki-ryū.

### Escuelas antiguas (koryū)
En general, se consideran escuelas antiguas o koryū a aquellas tradiciones marciales japonesas fundadas antes de 1876, momento a partir del cual se prohibió portar espadas en público. 
Cada escuela enseña técnicas, tácticas, estrategias y conceptos diferentes, y tienen formas de enseñanza y entrenamiento distintas. Existían tanto escuelas que enseñaban a manejar todo tipo de armas, como escuelas especializadas en alguna concreta, y del mismo modo existían escuelas en las que las técnicas de desenvainado solo era un apartado más de la enseñanza y otras especializadas exclusivamente en esto.
En las escuelas suele existir la figura del sōke, el heredero de la tradición, que normalmente ejerce las funciones de representante de la escuela, y máxima autoridad dentro de la misma, aunque hay escuelas en las que esta figura no existe, o sus funciones son meramente representativas y la enseñanza se delega en otra persona.
No es extraño además encontrar escuelas que en algún momento de su historia se dividieron en varias ramas, considerándose diferentes líneas de enseñanza de la misma tradición.
A diferencia de las formas modernas en las que se sigue un sistema de grados o kyū - Dan para valorar el grado de conocimiento de los practicantes, en las escuelas se siguen los sistemas Menkyo, en los que se otorga al estudiante un título dependiendo de su nivel de conocimiento alcanzado en la escuela, siendo normalmente el título de Menyo Kaiden, o licencia de transmisión completa, el más alto alcanzable. Sin embargo existen escuelas o ramas de las mismas que han adoptado el sistema moderno de grados Dan.
Cada escuela es una entidad independiente de las demás, y cada una tiene su propia forma de organizarse y sus normas internas particulares. Cuando se habla de forma general sobre este tipo de escuelas, hay que tener en cuenta que pueden ser muy diversas y es difícil atribuirles algo común que se cumpla siempre en todas ellas.
Algunas de las escuelas que incluyen técnicas de desenvainado en sus enseñanzas son estas.
- Tenshin Shōden Katori Shintō-ryū

- Musō Jikiden Eishin-ryū
- Yagyū Shinkage-ryū

- Hoki-ryū

- Suiō-ryū Iai Kenpo

- Mugai-ryū

- Sekiguchi-ryū

- Toyama-ryū
- Shintō-ryū

- Musō Shinden-ryū

#### Tenshin Shōden Katori Shintō-ryū
La escuela Tenshin Shōden Katori Shintō-ryū (天真正伝香取神道流?) fue fundada en el año 1447 por Iizasa Choisai Ienao (1387–1488), de la provincia de Chiba. Es la escuela más antigua que se conserva y es la única tradición marcial reconocida como bunkasai (tesoro cultural nacional) por el gobierno japonés. El actual sōke es Yasusada Iizasa (飯篠 修理亮 快貞 Iizasa Shūri-no-suke Yasusada), siendo el representante e instructor-jefe el Shihan Risuke Otake. Además de Kenjutsu (espada larga, corta y dos espadas), enseña otras técnicas, como iaijutsu, bōjutsu, naginatajutsu, shurikenjutsu, sōjutsu y jujutsu. 

#### Musō Jikiden Eishin-ryū
La escuela Musō Jikiden Eishin-ryū (無双直伝英信流?) fue fundada en el año 1590 por Hayashizaki Jinsuke Minamoto no Shigenobu (林崎甚助重信?)(1546-1621). A lo largo de su historia se la ha conocido por diversos nombres como Shinmei Musō-ryū (神明夢想流?), Hayashizaki-ryū (林崎流?), o Jūshin-ryū (重信流?), siendo Musō Jikiden Eishin-ryū el nombre con el que se la conoce actualmente. Tras la 11.ª generación, la tradición se dividió en dos ramas, Shinomura-ha y Tanimura-ha. El último sōke de la rama Shinomura-ha fue Nakayama Hakudo, ya que posteriormente creó la escuela Musō Shinden-ryū, enseñando su visión personal sobre la base de su experiencia en esta escuela. En el caso de la rama Tanimura-ha, tras la 17.º generación esta tradición se dividió en varias ramas, existiendo actualmente diversos sōkes. Está escuela está dedicada principalmente al estudio de las técnicas de desenvainado pero también cuenta con técnicas de kumitachi; el iai de gran cantidad de escuelas deriva de esta y es uno de los estilos más practicados hoy en día.

#### Yagyū Shinkage Ryū
Yagyū Shinkage Ryū (柳生新陰流) es una de las escuelas koryū de heihou. Fue creado por Kamiizumi Isenokami Hidetsuna (1508-1577) (luego cambió su apellido a Nobutsuna) en el Periodo Sengoku (戦国時代) (1467-1567). Y en 1565, Kamiizumi Isenokami pasó la escuela a su mejor estudiante Yagyū Sekisyusai Munetoshi, quien cambió la escuela a su nombre y continuó las enseñanzas haciéndola conocida en todo Japón.
Actualmente se le añade el término heihou (兵法: estrategia) en vez de kenjutsu (técnica del manejo de espada) ya que este estilo enseña no sólo técnicas para matar sino para sacar ventaja en cualquier circunstancia, incluso en la manera de liderar un país (katsuninken). Para usar la espada, se utiliza todo el cuerpo para sacar el máximo potencial de uno. Es descrito como enfrentar la actividad del oponente tan libre y naturalmente como una esfera rodando en una pendiente.

#### Hōki-ryū
La escuela Hōki-ryū (伯耆流?) fue fundada a finales del periodo Muromachi por Katayama Hōki-no-kami Fujiwara Hisayasu (片山伯耆守藤原久安) (1575–1650). Todas las líneas de Hōki-ryū comparten un currículo básico de iai, el cual consiste de seis Omote kata (“formas superficiales”) y nueve Chūdan kata (“formas de nivel intermedio”).

#### Suiō-ryū Iai Kenpō
La escuela Suiō-ryū Iai Kenpō (水鷗流 居合 剣法?) fue fundada en el año 1615 por Mima Yoichizaemon Kagenobu (1577-1665), que en su juventud estudió la escuela Bokuden-ryū, posteriormente Hayashizaki-ryū, un estilo de jō llamado Kongo Jo Joho, y también aprendió técnicas de Naginata practicadas por monjes budistas del monte Hiei. El actual sōke es Katsuse Yoshimitsu. Además de las técnicas de desenvainado, en ella también se practica kenpo (kenjutsu), jōho (jōjutsu), naginatajutsu, wakizashi y kogusoku (combate cuerpo a cuerpo con armadura).

#### Mugai-ryū
La escuela Mugai-ryū (無外流?) fue fundada en el año 1695 por Tsuji Gettan Sukemochi (辻月丹資茂?) (1648-1728). El linaje de Mugai-ryū puede trazarse hasta Hayashizaki Jinsuke Shigenobu, a través de Jikyo-ryū y Tamiya-ryū. Actualmente existen varias ramas distintas de esta escuela, cada una encabezada por un sōke. La escuela contiene técnicas de iaijutsu y kenjutsu.

#### Shintō-ryū
La escuela Shintō-ryū (神刀流) fue fundada en el año 1888 por Hibino Raifu (日比野雷風). Él recalcaba que cultivar el carácter de uno mismo, le permite vivir en la condición de ryōfū meigetsu (brisa suave y luna clara, que representa la serenidad del espíritu despejado), a pesar de que está expuesto a las tormentas de la vida y temblores del cielo y la tierra, por eso el arte marcial debe ser sintoísta. Shintō-ryū incluye Kenbu-dō, Shibu-dō, Iai-dō, Iai-battō-jutsu y Gin-ei (poema y canto).

#### Musō Shinden-ryū
La escuela Musō Shinden ryū (夢想神伝流?)  fue fundada en el año 1933 por Nakayama Hakudo (中山博道?)(1869-1958), considerado el último sōke de la rama Shinomura-ha de la escuela Musō Jikiden Eishin-ryū. Nayakama realizó una reformulación fruto de su estudio en dicha escuela a la que llamó Musō Shinden-ryū, y aunque ambas escuelas presentan un parentesco evidente, existen diferencias destacables entre ambas. En esta escuela no existe la figura del sōke. Nakayama fue un artista marcial muy destacado de su tiempo y ayudó enormemente a impulsar la práctica del iaidō. A pesar de su fecha de creación, en general es considerada como una koryū, asumiéndola como una reformulación que continúa la tradición de Musō Jikiden Eishin-ryū. Musō Shinden-ryū es la escuela de iaidō con más practicantes en la actualidad.

## Transmisión y aprendizaje
En el caso de las escuelas tradicionales, que el alumno siga un proceso de aprendizaje correcto se suele considerar muy importante, dado que no solo se trata de un arte marcial, sino también de una tradición cultural e histórica con a veces varios siglos de antigüedad, la cual se pretende continuar preservando para las generaciones futuras a través de una transmisión correcta.
Por tanto, se considera que todo alumno debe aprender de alguien que cuente con el permiso de la escuela para enseñar, y que además es muy aconsejable que trate de entrenar también con los maestros de más alto grado de la tradición siempre que exista esa posibilidad. Se considera también fundamental que exista un contacto regular entre cada alumno y su profesor, para supervisar el aprendizaje y asegurar la correcta transmisión de la tradición a lo largo de toda la cadena de enseñanza que surge del máximo responsable de la escuela, normalmente el sōke. Si esta conexión se rompe en cualquier punto de la cadena, no se suele considerar que dicha tradición se esté practicando de la forma más adecuada por parte de quienes han perdido el contacto con la fuente original.
En el caso de las formas de trabajo modernas, como el ZNKR iaidō o el Tōhō Iaidō, aunque no existe un único cabeza de la organización sino varios maestros que ostentan altos grados, igualmente se mantiene la misma idea de que es fundamental estar en contacto con los maestros de más alta graduación posible. Además, estas formas modernas suelen ser revisadas técnicamente cada cierto período introduciendo a veces ligeros cambios, por lo que se considera necesario estar en contacto regular con los maestros de alto grado para conocer las últimas revisiones.
Tener acceso a este tipo de enseñanza, estar en contacto con la fuente principal, y contar con una supervisión constante y regular de maestros no se suele considerar como algo meritorio o un tipo de enseñanza de más alta calidad, sino como algo necesario y fundamental para poder empezar a considerar que el alumno puede aprender de la forma adecuada.
Debido a la menor difusión de estas disciplinas y por tanto menor cantidad de profesores disponibles comparándolas con otras artes marciales, es habitual que algunas personas que quieran aprender lo hagan de formas consideradas como poco apropiadas, como por ejemplo tratar de aprender a través de libros o vídeos, o recibir enseñanzas de alguien con permiso para enseñar la escuela en algún momento, pero no mantener posteriormente un contacto razonablemente regular, de forma que el trabajo del alumno sea supervisado. Los practicantes ortodoxos de estas disciplinas consideran estas prácticas un grave error que en absoluto sirve para comprender estas disciplinas realmente, y un despropósito si además se trata de enseñar a otros lo que se ha practicado de esta forma.